# Publio Cornelio Léntulo Espínter
Publio Cornelio Léntulo Espínter  apodado así por su parecido con un popular actor de ese nombre, fue un político romano del siglo I a. C. Provenía de una antigua familia patricia romana de la gens Cornelia. Cuestor en 74 a. C., edil curul en 63 a. C., bajo el consulado de Cicerón, pretor urbano en 60 a. C., gracias a su amistad con César fue enviado como propretor a Hispania y nombrado pontífice. Cónsul en 57 a. C., ayudó a Cicerón a regresar del exilio y a recuperar sus bienes. De 56 a 53 a. C. se le encargó el gobierno de Cilicia, encomendándosele restaurar en el trono de Egipto a Ptolomeo XII Auletes, acción que no llegó a ejecutar. Obtuvo un triunfo que celebró en 51 a. C.
A pesar de su amicitia con César, durante la segunda guerra civil pesaron más sus lazos con Cicerón y Pompeyo Magno, alineándose con el heterogéneo partido anticesariano. Capturado en Corfinio, César lo liberó al poco, yendo a reunirse con Pompeyo. Combatió en Farsalia, y tras la derrota pompeyana se trasladó a Rodas, donde murió al cabo de un año, tal vez por orden del propio César.

## Carrera pública

### Ascenso político
Publio Cornelio Léntulo Espínter consiguió su primer cargo público en 63 a. C. (el año del consulado de Cicerón) cuando fue votado para el cargo de edil curul. Como edil curul, Espínter asistió a Cicerón en la desarticulación de la conspiración de Catilina. En este cargo se distinguió por el esplendor de los juegos que ofreció (aunque la verdadera grandeza estribaba en las rayas moradas que usó en su toga, ofendiendo a muchos romanos a quienes el morado les parecía un símbolo de la realeza, por tanto contrario al modelo de un buen romano, (aunque ganándose las simpatías del pueblo llano).
A pesar del escándalo la carrera de Espínter no sufrió, y fue elegido pretor en el 60 a. C. Fue durante su pretura, en los juegos Apollinaris que, por primera vez, colocó un toldo sobre el teatro y adornó las escenas con plata.
Posteriormente en 59 a. C. como propretor recibió el gobierno de la Hispania Citerior. Como gobernador de la provincia, cargo en el que permaneció hasta 58 a. C., Léntulo Espínter recibió en un primer momento el apoyo de Julio César. Como propretor en Hispania, Publio Cornelio Léntulo acuñó una moneda en la que estaban su nombre y su apodo, siendo Espínter ahora su apodo oficial, que le distinguía de los otros miembros homónimos de su rama de la gens Cornelia.
Espínter volvió a recibir el apoyo de Cayo Julio César, cuando se presentó a la elección del más alto cargo público de la Roma Republicana, el consulado en 57 a. C. Con el apoyo de César, la campaña electoral de Espínter fue exitosa y fue elegido como uno de los dos cónsules de 57 a. C., junto a Quinto Cecilio Metelo Nepote. En el primer día de su consulado (1 de enero de 57) propuso llamar del exilio a Cicerón. A partir de entonces el orador habló de él en amables y agradecidos términos dando las gracias en una larga carta dirigida a Léntulo Espínter. A pesar de su deuda con Julio César tomó partido por la aristocracia aunque se opuso a promover a Pompeyo a cargo de la Superintendencia del mercado del grano.

### Proconsulado
A finales de su consulado, Espínter fue elegido como gobernador proconsular de Cilicia. Obtuvo un decreto a favor de la restauración de Ptolomeo XII Auletes como rey de Egipto y se preparaba para ir a este país cuando una estatua de Júpiter fue destruida por un rayo (diciembre) en el Monte Albano, y consultados los libros sibilinos y un oráculo, la restauración mediante la fuerza fue prohibida. Catón el Joven, que acababa de convertirse en tribuno de la plebe, era un enemigo de Léntulo y apoyó al oráculo, que probablemente había sido pensado principalmente contra Pompeyo, y ordenó a los quindecemviros de leerlo en público. El asunto fue llevado ante el Senado, donde Léntulo tuvo el apoyo de Quinto Hortensio Hórtalo y de Lúculo, y el partido aristocrático dirigido por Bíbulo optó por una solución intermedia, pidiendo enviar a tres embajadores a Egipto, propuesta que fue rechazada. El nuevo cónsul Marcelino procuró aplazar la cuestión sine die y así quedó hasta 55 a. C., cuando el gobernador de Siria Aulo Gabinio ignoró la autoridad del senado y efectuó la restauración.
Inmediatamente después del fin de su consulado, Espínter fue elegido por el Senado como proconsul de Cilicia (y Chipre), cargo que ejerció desde el año 56 a. C. hasta julio de 53 a. C. Se convirtió en un buen gobernador proconsular cuidando de los mejores intereses de sus súbditos y no enriqueciéndose a sus expensas. Como gobernador de una rica provincia en el Este, Léntulo acuñó unas grandes monedas de plata (cistóforos) en Apameia, Frigia, que portaban su nombre - P LENTVLVS P F IMPERATOR -. Estas monedas tenían unos 25 mm de diámetro y su peso estaba en torno a 10,65 gramos. Además realizó una campaña en las montañas Amanus con un notable éxito; Cicerón apoyó su reclamación de los honores de un triunfo que no le fueron otorgados hasta 51 a. C. cuando Cicerón estaba a Cilicia.

### La guerra civil
Debido al rencor que guardaba a César (al que consideraba un hombre bastante arrogante), cada vez tendió a apoyar más a la facción del senado liderada por Pompeyo. Este progresivo distanciamiento con César hizo que cuando estalló la segunda guerra civil de la República romana entre los aliados de Pompeyo y Julio César en 49 a. C., Publio Cornelio Léntulo Espínter se alió sin dudarlo con Pompeyo, donde obtuvo el comando de 10 cohortes en Picenum. Al acercarse el enemigo, Léntulo huyó y se unió a Lucio Domicio Enobarbo (cónsul 54 a. C.) en Corfinium. Cuando César llegó al lugar y Pompeyo se negó a acudir en su ayuda, Léntulo fue autorizado por la guarnición a entablar negociaciones con César. El general lo recibió favorablemente, le dejó marcharse con sus amigos, y tomó a sus tropas a su servicio.
Después de su breve retiro en Puteoli se reincorporó pronto al ejército de Pompeyo en Grecia.
En 48 a. C., el ejército principal de Pompeyo se enfrentó al de César en la batalla de Farsalia, donde antes de la batalla, lo encontramos disputando con Metelo Escipión, y con Lucio Domicio Enobarbo (cónsul 54 a. C.), que quien tenía el mejor derecho a suceder a César como pontifex maximus.  Esta batalla resultó una derrota definitiva y aplastante para las fuerzas pompeyanas, Pompeyo huyó a Egipto, (donde fue inmediatamente decapitado por el faraón egipcio Ptolomeo XIII) en una verdadera equivocación en su intento de congraciarse con César). Espínter huyó a Rodas, donde primero se le rechazó la admisión, pero inmediatamente se le concedió asilo.
Según Sexto Aurelio Víctor, más tarde cayó en las manos de César y fue asesinado. Este hecho está justificado por una fuente contemporánea que explica que quizá su hijo, P. Cornelius P. f. P. n. Lentulus Spinther, se uniera a los asesinos de Julio César, Cayo Casio Longino y Marco Junio Bruto acuñando monedas para ellos durante la guerra civil en contra de las fuerzas de Marco Antonio y Cayo Julio César Octaviano Augusto. Su hijo también adoptó el apodo de Espínter, que puso junto a su nombre al acuñar moneda.